# Dům čp. 542 ve Zborovské ulici
Dům čp. 542 ve Zborovské ulici je novorenesanční dům na Smíchově v Praze 5 na rohu ulic Zborovské (42) a Vodní (5). Dům byl postaven roku 1885 podle návrhu významného českého architekta 19. století Antonína Wiehla. Autorem návrhů sochařské výzdoby je Josef Václav Myslbek. Dům je zapsán v Ústředním seznamu kulturních památek.

## Popis domu

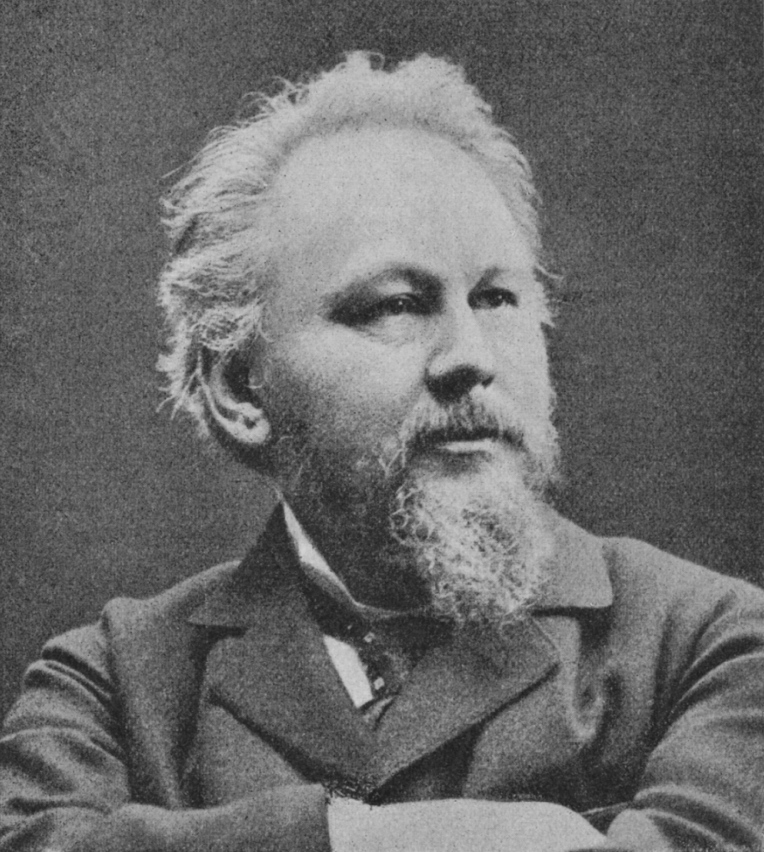
Antonín Wiehl - architekt a stavitel

Jedná se o nárožní třípatrový novorenesanční činžovní dům se zvýšeným přízemím. Dům má pět os do ulice Zborovské (dříve Královská) a čtyři osy do Vodní (dříve Barrandovy). Přízemí je zdobeno rustikou, v patrech je fasáda provedena v režném zdivu. Třetí patro je provedeno v atice a nikami s vysokými reliéfy ženských alegorií. V přízemí do Zborovské (Královské) ulice je portál s dvěma sochami po stranách. Do Vodní (Barrandovy) ulice je obrácen polygonální arkýř s bohatě zdobenou konzolou. Dům stavěl Antonín Wiehl s Karlem Gemperlem v roce 1885 jak uvádí text na destičce nad portálem:
HANC. DOMUM - AEDIFICAV. A. WIEHL- ET C. GEMRLE - ANNO - DOM. MDCCCLXXXV.

 Antonín Wiehl architektonický návrh zpracoval jako svůj sedmý činžovní dům v Praze. V návrhu pouze vymezil plochu pro plastiky, vlastní návrhy soch a reliéfů zpracoval sochař Josef Václav Myslbek, se kterým Wiehl v sedmdesátých a osmdesátých letech spolupracoval na řadě projektů. Myslbek navrhl sochařskou výzdobu v duchu renesanční tradice. Po stranách vchodu v nikách navrhl postavy antických vojáků. V nikách mezi okny třetího patra je na každé straně domu pět reliéfů ženských postav jako alegorií ctností. Fasádu do Vodní ulice zdobí reliéf Panny Marie v italském stylu, která adoruje dítě. Štukový reliéf je provedený jako napodobenina majolikového reliéf robbiovské tradice. Všechny Myslbekovy plastiky přiznávají jednoznačně inspiraci italskými stavbami. Výzdoba domu je klasicky vznešená. Malý reliéf Panny Marie je prvkem naivní lidové zbožnosti, který divákovi výzdobu domu lidsky přibližuje a připomíná výzdobu řady italských městských staveb.
Na domě jsou osazeny ještě dvě informační tabulky označující autory stavby a její význam:
Obytný dům čp. 542
Novorenezanční nárožní dům postaven r. 1885 arch. Antonínem Wiehlem a Karlem Gemperlem. Portál zdobí plastiky J. V. Myslbeka, vestibul malby Al Secco.
Kulturní památka
Pamětní deska na domě

Neorenesanční průčelí vytvořené v r. 1885 arch. A.Wiehlem a Gemplerem. Na domovním portálu plastika od J. V. Myslbeka, uvnitř výtvarně řešený vestibul. Ukazuje typ pražského obytného domu z poslední čtvrtě XIX. století.
Starší pamětní deska na pravé straně u vchodu do domu

## Galerie Dům čp. 542 ve Zborovské ulici.

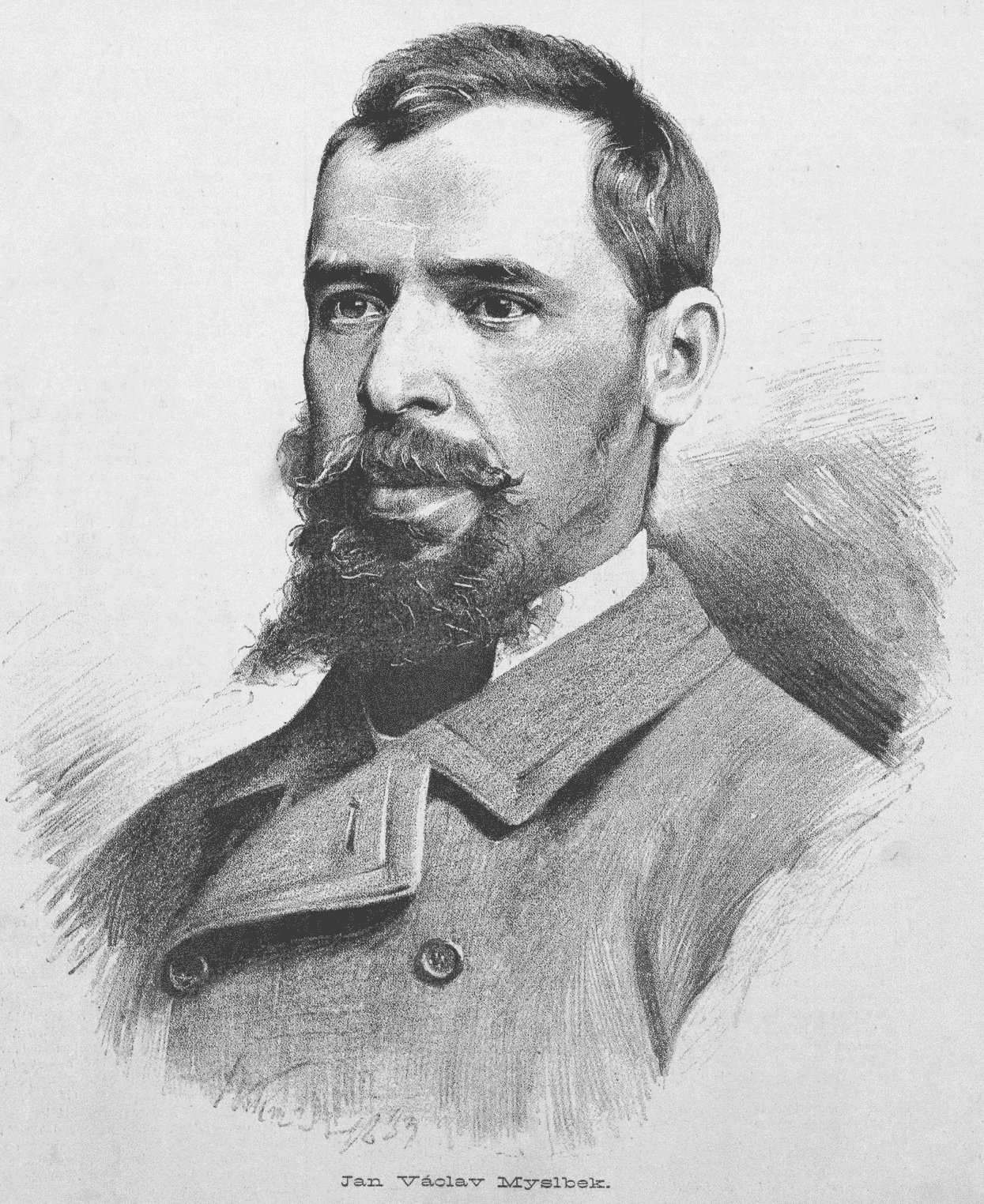
Josef Václav Myslbek - autor návrhu medailonů
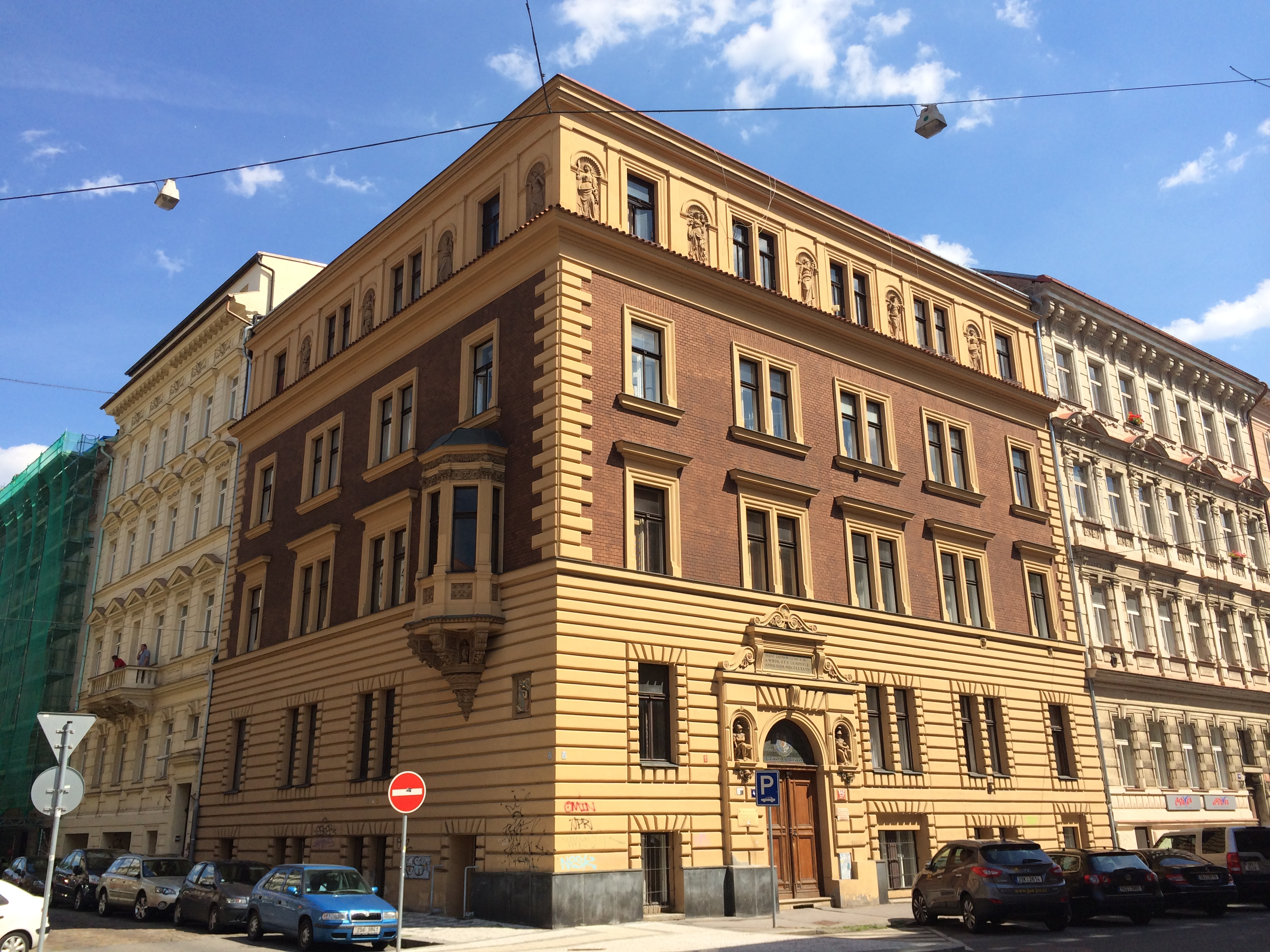
Zborovská - Vodní, čp. 542